# Trávnik
Trávnik (węg. Komáromfüss) – wieś i gmina (obec) w powiecie Komárno w kraju nitrzańskim na Nizinie Naddunajskiej na Słowacji.